# Sphaerarthrum brassi
Sphaerarthrum brassi es una especie de coleóptero de la familia Cantharidae.

## Distribución geográfica
Habita en Papúa Nueva Guinea.